# مخسس
مخسس (به اسپانیایی: Megeces) یک شهرستان در اسپانیا است که در استان وایادولید واقع شده‌است.